# Ferdinand Marcos
Ferdinand Emmanuel Edralín Marcos (Sarrat, Ilocos Norte, Luzon, 11. rujna 1917. – Honolulu, Hawaii, 28. rujna 1989.) bio je filipinski političar, predsjednik države od 1965. do 1986. godine i diktator od 1972. do 1981. godine.

## Životopis

### Rani život i karijera
Ferdinand Marcos je rođen 1917. godine na filipinskom otoku Luzon. Po zanimanju je bio pravnik. U Drugom svjetskom ratu je bio časnik filipinske vojske, s Amerikancima se borio protiv japanskog okupatora. Nakon što su SAD predale neovisnost Filipinima 1946. godine, Marcos se uključio u politiku. Bio je član Liberalne stranke od 1946. do 1965. godine, zastupnik u filipinskom kongresu od 1949. do 1959. godine, te senator od 1959. do 1965. godine.

### Predsjedništvo
Godine 1965. prišao je u Nacionalističkoj stranci pa zatim je izabran za predsjednika Filipina i na toj poziciji ostaje 20 godina. Pobijedio je u predsjedničkim izborima 1969. godine i ponovno izabran za predsjednika države. Godine 1972. proglasio je izvanredno stanje koje je potrajalo sve do 1981. godine. Potom je zemljom vladao diktatorski. Tijekom vremena njegova vlast je bila sve više korumpirana i represivna, kojima je vlastiti narod opljačkao za nekoliko milijardi američkih dolara, poprimile su dotad nepojmljive razmjere. Politički protivnici su proganjani. Između ostalih ubijen je vođa oporbe Benigno Aquino ml. kada se 1983. godine vratio iz egzila. Na taj je način uklonjen najozbiljniji kandidat koji je mogao da ga pobijedi na izborima 1984. godine. Marcosov režim je podržavala SAD.
Marcos je cijelo vrijeme dok je vladao kao predsjednik imao jake veze sa SAD-om, a bio je dobar prijatelj s Nixonom, Johnsonom i Reaganom. Odnosi između dvije države nakratko su zahladili tijekom mandata Jimmyja Cartera, koji je posebno upozoravao na kršenje ljudskih prava. U Vijetnamski rat poslao je filipinske vojnike koji su se borili na američkoj strani.
Ferdinand i njegova supruga Imelda Marcos tretirali su državnu ekonomiju kao da je to bila njihova usteđevina. Imelda je putovala po svijetu npr. u New York gdje je trošila ogromne sume na umjetnička djela. Njen interes za odjeću bio je naširoko poznat, pogotovo njena ljubav prema cipelama.

### Pad s vlasti i smrt
Dana 25. veljače 1986. godine, bračni par Marcos bio je prisiljen pobjeći iz zemlje zbog naroda koji se podigao zahtijevajući demokraciju koju je u narodnoj pobuni vodila Corazon Aquino. On i njegova supruga Imelda su otišli u progonstvo na Havajsko otočje. Sudski je ustanovljeno da je Marcos izvukao nekoliko milijarda američkih dolara iz filipinskoga gospodarstva, ali je bio nedohvatljiv filipinskomu pravnom poretku, jer je do smrti 1989. godine uživao zaštitu SAD-a. Pokopan je na Filipinima 1993. godine.

## Vanjske poveznice
- Filipinska državna stranica o filipinskim predsjednicima
- The Philippine Presidency Project
- Marcos Presidential Center
- Heroes and Killers of the 20th century: killer file: Ferdinand Marcos